# Chusaris angulata
Chusaris angulata là một loài bướm đêm trong họ Noctuidae.